# Kasserota septemmaculata
Kasserota septemmaculata är en insektsart som beskrevs av Baker 1925. Kasserota septemmaculata ingår i släktet Kasserota och familjen Lophopidae. Inga underarter finns listade i Catalogue of Life.